# 웨이저밍
웨이저밍(중국어 간체자: 魏哲鸣, 정체자: 魏哲鳴, 병음: Wèi Zhémíng, 한자음: 위철명, 1990년 5월 23일 ~ )은 중국의 배우이다.

## 출연작

### 드라마
- 2017년 텐센트 웹드라마 《용일일니사정료》 - 용해일 역
- 2017년 후난위성텔레비전 청춘진행중 《노종금야백지우견청춘》 - 웨이즈지엔 역
- 2018년 망고 TV 웹드라마 《아적기묘남우2 : 나의 특별한 남자친구 2》 - 강이헝 역
- 2019년 유쿠 웹드라마 《당타연애시》 - 당호운 역
- 2019년 유쿠 웹드라마 《등등아아적청춘 : 기다려! 나의 청춘》 - 페이옌 역
- 2020년 유쿠 웹드라마 《아호희환니》 - 루엔쯔 역
- 2020년 후난위성텔레비전 금응독파극장 《하일참시행복》 - 창환 역
- 2020년 망고 TV 웹드라마 《완미선생화차부다소저》 - 장쓰니엔 역
- 2021년 유쿠 웹드라마 《산하령》- 칠야 역
- 2021년 망고 TV 웹드라마 《하선생적연연불망》 - 허차오옌 역
- 2021년 유쿠 웹드라마 《십이담》 - 몽맥 역
- 2023년 망고 TV 웹드라마 《하일기묘서》 - 펑티엔란 역
- 2023년 후난위성텔레비전 금응독파극장 《이애위영》 - 위여우 역
- 2023년 망고 TV 웹드라마 《대니부지시희환》 - 탕위 역
- 2024년 망고 TV 웹드라마 《19층》 - 가오쑤언 역
- 2024년 아이치이 웹드라마 《대리시소경유》 - 구경지 역
- 2024년 아이치이 웹드라마 《호요소홍랑 월홍편》 - 삼소 역
- 2024년 후난위성텔레비전 금응독파극장 《사장낭만》 - 지유헝 역
- 2024년 아이치이 웹드라마 《환악삼림》 - 운목 역
- 2025년 후난위성텔레비전 금응독파극장 《국색방화》 - 류창 역